# Friedrichshafen (Schiff, 1952)
Das Motorschiff Friedrichshafen verkehrte als Passagierschiff der Deutschen Bundesbahn (DB) und der Bodensee-Schiffsbetriebe (BSB) von 1952 bis 2003 auf dem Bodensee. Dort war es der erste Schiffsneubau nach dem Zweiten Weltkrieg. Seit 2006 wird es von der BSB als Arbeitsschiff eingesetzt.

## Vorgeschichte 1945 bis 1952
Im Zweiten Weltkrieg wurden durch Luftangriffe zwei Bodensee-Dampfschiffe zerstört und drei Motorschiffe stark beschädigt. Die meisten anderen Schiffe waren durch die mindestens sechsjährige Stilllegung infolge der Treibstoffknappheit in einem nicht mehr einsatzfähigen Zustand. Außerdem beschlagnahmte die französische Besatzungsmacht zehn Motor- und fünf Dampfschiffe. Vier Motorboote kamen als Reparationen nach Frankreich. Die Kursschifffahrt wurde erst 1945/46 wieder spärlich aufgenommen. Die noch intakten drei Werften setzten, behindert durch den Mangel an Ersatzteilen, Hilfs- und Betriebsstoffen, die Schiffe nach und nach wieder instand und entfernten die graue Tarnfarbe. 1951/52 waren die letzten Schäden behoben, und der wachsende Tourismus sorgte für steigende Fahrgastzahlen. Nach den Kriegsverlusten der Dampfschiffe Friedrichshafen und Württemberg fehlte dem wieder aufgebauten Hafen von Friedrichshafen dazu aber die erforderliche Schiffskapazität.

## Geschichte 1952 bis 2006
Zwei Faktoren begünstigten die Entscheidung für den dringend benötigten Neubau: Am 1. Juli 1952 ging die Zuständigkeit für die Weiße Flotte von den Südwestdeutschen Eisenbahnen (SWDE) aus der Besatzungszeit auf die Deutsche Bundesbahn (DB) über, und die Bodan-Werft hatte wieder freie Kapazitäten für den ersten Neubau der Nachkriegszeit, das Motorschiff Friedrichshafen. Es wurde nach der relativ jungen Stadt am Bodensee benannt, die berühmt wurde durch die Luftschiffe des Grafen Zeppelin. Hier war auch 50 Jahre lang der Heimathafen des Schiffes.
Die im Vergleich zu den großen Motorschiffen der 1930er-Jahre deutlich kleinere Friedrichshafen entsprach hinsichtlich der Fahrgäste (300), der Länge (38 m) und der Verdrängung (120 t) den ersten Motorschiffen Höri und Mainau Ende der 1920er-Jahre. Wie diese hatte sie einen Doppelschrauben-Antrieb. Sie wurde vor allem für Sonderfahrten auf dem Ober- und Untersee konzipiert. Die flache Doppelhalbsalon-Bauweise mit einem klappbaren Steuerhaus erlaubte die Passage unter der Rheinbrücke Konstanz und das Befahren von Flussstrecken. Diese Konzeption wurde 1961 für das Motorschiff Reichenau übernommen. Neben Fahrten zum Untersee bis Stein am Rhein waren die nach Rorschach und weiter auf dem Alten Rhein bis Rheineck sehr beliebt. Notwendige aber nicht mehr rentable Instandsetzungsarbeiten führten 2003 zur Stilllegung mit Verkaufsabsicht. 2006 wurde sie als Fahrgastschiff ausgemustert und als Nachfolgerin des Arbeitsschiffes Möve nun als Arbeitsschiff der BSB mit Heimathafen Konstanz wieder in Dienst gestellt. Als solches schleppte die Friedrichshafen am 7. Januar 2010 den viermal größeren Schiffsrohbau der späteren Überlingen von der Montagewerft in Fußach (die Kiellegung war in Linz an der Donau) nach Friedrichshafen, wo in der BSB-eigenen Werft der Endausbau stattfand.
2006 prüfte das Landesdenkmalamt Baden-Württemberg neben anderen Schiffen die Friedrichshafen auf ihren Wert als schwimmendes Denkmal. Anfang Juni 2014 wurde die Friedrichshafen als Kulturdenkmal eingestuft, zusammen mit drei weiteren Schiffen. Der Denkmalswert des jüngsten dieser Schiffe wurde mit dem großen Anteil originaler Überlieferungen der 1950er-Jahre begründet. Ihre Funktion als Arbeitsschiff wird die Friedrichshafen dennoch weiter behalten.